# Alfred Crosby
Alfred W. Crosby (Boston, Massachusetts; 15 de enero de 1931-Nantucket, Massachusetts; 14 de marzo de 2018) fue un historiador, profesor universitario y escritor estadounidense.

## Biografía
Es autor de libros como The Columbian Exchange (1972) e Imperialismo ecológico: La expansión biológica de Europa, 900-1900 (1986). En estos trabajos, provee explicaciones biológicas y geográficas acerca de por qué los europeos tuvieron éxito en crear lo que él denomina «Nuevas Europas»: Australasia, Norteamérica, y Sudamérica, regiones alejadas del continente europeo cuya fauna, flora y población son, en gran parte, de origen europeo.
Crosby fue profesor emérito de historia, geografía y estudios americanos en la Universidad de Texas en Austin. Enseñó en Universidad Estatal de Washington, Universidad Yale, la Alexander Turnbull Library en Nueva Zelanda, y en la Universidad de Helsinki. Fue nombrado académico por el presidente finés Martti Ahtisaari.

### Aportes teóricos
Reconociendo que en su tiempo la mayor parte de la riqueza está localizada en Europa y las Nuevas Europas, Crosby se dispuso a investigar qué causas históricas están detrás de esta disparidad. De acuerdo con Hal Rothman, profesor de historia de la Universidad de Nevada, Las Vegas, Crosby «incorporó la biología al proceso de la exploración, proponiendo explicaciones para eventos tan diversos como la conquista de México y la caída del Imperio Inca que recurrieron a la esencia física de la humanidad».

## Obras

### Publicaciones
- Imperialismo ecológico: La expansión biológica de Europa, 900-1900. Barcelona. Crítica, 1998